# Судовська культура

Балтські культури:
Самбійська культура
Ольштинська культура
Судовська культура
Мемельська культура
Культура штрихованої кераміки
Милоградська культура
Дніпродвінська культура
Поморська культура
Культура абажурних поховань

Судовська культура, або культура кам'яних курганів — археологічна культура залізної доби у Східній Європі. Була поширена в II — XV ст. на території північно-східної Польщі, південно-західної Литви і північно-західній Білорусі   до початку християнізації балтомовних  народів, зокрема ятвягів. Виокремлена німецьким археологом К. Енгелем у 1930-х рр. як східно-мазурська група західнобалтської культури. Включає судавську, голдапську, августовську групи. Формування пов'язане із згасанням культури західнобалтських курганів. Період максимального поширення — V—VIII ст. Кургани мають кам'яні кладки. Основний тип поховання — трупоспалення, до V ст. — трупокладення, інколи із захороненням коней. Селища погано вивчені. Більшість артефактів — фібули, ремінні гарнітури, браслети, центральноєвропейські гривни, римське намисто, наконечники списів, умбони пшеворського типу, остроги, кінська збруя, профілірований посуд тощо. Первісно перебувала під впливом богачевської і самбійської культур, з VII ст. — слов'янських і скандинавських культур. Носіїв культури ототожнюють із судавами, яких згадував Клавдій Птолемей у «Географії» (ІІ ст.) і Петера Дусбурзький у «Хроніці землі Прусської» (1326). У VIII—XI ст. на основі судовської культури сформувалася культура ятвягів.

## Назва
- Судовська культура (пол. kultura sudowska, лит. sūduvių kultūra), або Судавська культура (рос. судавская культура) — від латинської і німецької назви Ятвягії (лат. Sudava, Sudowia, нім. Sudowen, Sudawen). Запроваджена польським археологом М. Качинським у 1970-х рр[2][1].
- Культура кам'яних курганів (рос. культура каменных курганов, біл. культура каменных курганоў) — від основного типу поховань.
- Венгожевська група західнобалтскої культури — стара назва польській історіографії у 1930—1970 рр[1].
- Східно-мазурська група західнобалтскої культури — назва запропонована М. Енгелем у 1930—х рр[1].

## Опис

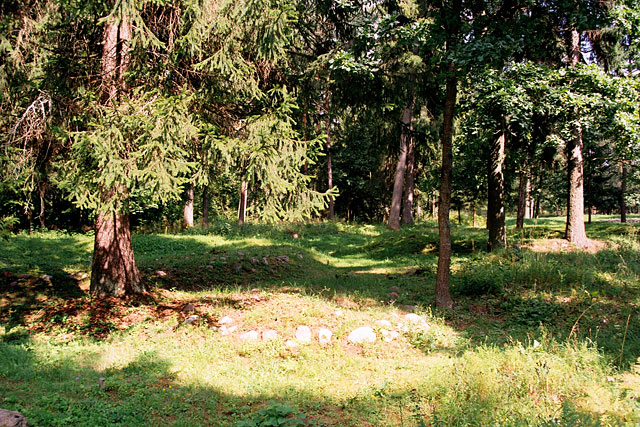
Кам'яне курганне поховання. Сувалки, Польща.

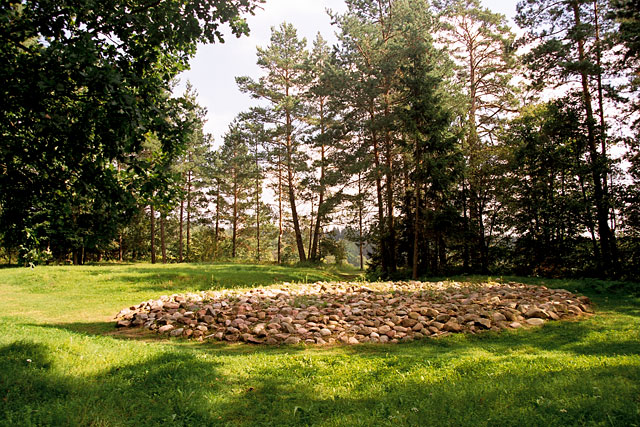
Кам'яне курганне поховання. Сувалки, Польща.

На підставі поширення в області кам'яних курганів ятвязької гідроніміки ці пам'ятники приписують західно-балтському племені ятвягів (судавів). Населення цієї археологічної культури практикувало скелетні похоронні обряди на плоских кладовищах. З часом під курганами з'явилися скелетні могили. На наступному етапі — колективні попельні поховання були також поміщені під кургани. Виділена німецьким археологом К. Енгелем у 1930-ті роки як «східно-мазурська група» західно-балтської археологічної культури. У польській літературі деякий час вона називалася як Венгожевська група.
Сформована ця культура у фазі В2/С1-С1 римського періоду (від середини II століття). Культура кам'яних курганів відома в південному Заніманні та на північному сході Польщі з середини II століття. У IV-VI століттях вона поширилася і на правому березі р. Німану до річки Страви. У IV—V століттях ховали частіше за все, не кремуючи, по одному в кургані, в ямі, викопаній під насипом. Яма над померлим закладалася камінням, з каменів складена була центральна частина кургану, потім засипана землею та складний був вінок з каменів. Чоловіків ховали головою на північ, зі списом біля боку (наконечник спису клали коло голови), зі щитом в ногах, іноді в могилі знаходять ніж, шпильку. Могили з трупоспаленням V-VI століть знаходять в невеликих ямах або в центрі насипу, складеного з каміння, що обкладене також камінням. У насипу між камінням знаходять 1-2 могили. Похоронний інвентар нечисленний — наконечник спису, зрідка зустрічається археологами умбони зі щитів (близкі формами до пшеворської культури), ніж, фрагменти фібули або браслета; римські намиста, ремінні гарнітури, гривні центрально-європейських типів та їх імітації, речі кола східноєвропейських виїмчастих емалей, кінська упряж, характерні профільовані керамічні посудини з многочастною ручкою. До V ст. зустрічаються іноді з похованням коней. Спочатку на цю культуру мала вплив богачевська культура та самбійско-натангійська культура, від VII століття — слов'янська й скандинавська культури, що історики пов'язують із згасанням культури західно-балтських курганів.
Період розквіту цієї культури і найбільшого розширення теренів припадає на V—VIII століття. Від VII до XI століття в східній частині Мазурського поозер'я й далі на схід історія судовів ще не досліджена. Селища їх досліджені слабо. Але кам'яно-земляні кургани, насипали над трупоспаленням, з'являються тут у XI—XIII століттях, відповідаючи літописним ятвягам. Їх ареал охоплював східну Мазурію, південно-західну Литву (Сувальщина) в басейні р. Чорна Ганча і частину нинішньої Гродненської області Білорусі.

### Монографії, статті
- Астраускас, А. Погребальные памятники ятвяжской земли [Архівовано 22 липня 2018 у Wayback Machine.] // Vakarq baltij. archeologija ir istorija. Klaipeda, 1989. С.70-77.
- Ефремов, Л. А. Прусская керамика V—XIII вв [Архівовано 22 липня 2018 у Wayback Machine.]. Калининград, 2010, (§ 2. Керамика судавской группы. С.157).
- Ефремов, Л. А. Связи древних пруссов (по керамическим матерпиалам) [Архівовано 22 липня 2018 у Wayback Machine.] // Вестник Балтийского федерального университета им. И. Канта. Серия: Гуманитарные и общественные науки, 2007.
- Проблемы балтийской археологии [Архівовано 22 червня 2018 у Wayback Machine.], Калининград, 2003. Вып.1.
- Археологические вести [Архівовано 24 червня 2016 у Wayback Machine.], № 20. Санкт-Петербург, 2014.
- Медведев А. М. Верхнее Понеманье в железном веке и раннем средневековье. Минск, 2011.
- Седов, В. В. Курганы ятвягов [Архівовано 11 квітня 2020 у Wayback Machine.] // Советская археология, № 4. Москва: Наука, 1964. С. 36—51.
- Пронин, Г. Н., Два типа погребений в земле ятвягов [Архівовано 22 липня 2018 у Wayback Machine.]  // Vakarq baltij. archeologija ir istorija. Klaipeda, 1989. С.59-70.
- Engel M., Iwanicki P., Rzeszotarska-Nowakiewicz A. Sudovia in qua Sudovitae // Światowit. 2006. Т. 6.
- Kaczyński M. Problem zróżnicowania wewnᶒtrznego «kultury sudowskiej» w późnym podokresie wpływów rzymskich i okresie wᶒdrówek ludów // Kultury archeologiczne i strefy kulturowe w Europie Środkowej w okresie wpływów rzymskich. Kraków, 1976, S. 253—289.
- Okulicz-Kozaryn J. Pradzieje ziem pruskich od późnego paleolitu do VII w. n. e. Wrocław, 1973.

### Довідники
- Хомякова, О.А. Судавская культура [Архівовано 22 липня 2018 у Wayback Machine.] // Большая российская энциклопедия. Москва, 2016. Т. 31, С. 374—375.